# SR 4
SR 4 war das vierte Hörfunkprogramm des Saarländischen Rundfunks. Es sendete vom 6. November 1989 bis zum 30. März 2002. Zugleich wurden auf den Frequenzen die Sendungen des Offenen Kanals Saarland gesendet.

## Geschichte
Am 6. November 1989 startete der SR sein viertes Hörfunkprogramm SR 4. Hierbei handelte es sich um ein Mischprogramm, das in den ersten Jahren, als der Saarländische Rundfunk sein Kulturradio SR 2 Kulturradio noch nicht alleine produzierte, als Alternativprogramm diente. Es wurde hauptsächlich E-Musik gespielt. Jeden Abend wurden außerdem die Ausländerprogramme der ARD sowie dienstags und samstags der Offene Kanal übertragen.
Das Vorhaben, das Jugendradio Unser Ding in das Programmschema von SR 4 zu integrieren, scheiterte, so dass das Programm seit dem 1. März 1999 vor allem aus den Ausländerprogrammen (7:00 – 10:00 Uhr) sowie den Direktübertragungen aus dem Bundestag und dem Landtag des Saarlandes bestand. In der übrigen Zeit wurde hauptsächlich das Programm von SR 2 Kulturradio und SR 3 Saarlandwelle (22:00 – 24:00 Uhr) übernommen.
Die Radiosendungen des Offenen Kanals im Saarland wurden nun täglich ausgestrahlt (16:00 – 22:00 Uhr).
Allerdings wurde das Programm nur noch über die Frequenz 103,7 ausgestrahlt. Die übrigen Frequenzen übernahm das Jugendradio Unser Ding. Dies führte zu Empfangsproblemen im Raum Neunkirchen sowie im Moseltal.
Im September 2001 wurde im Landtag des Saarlandes eine Änderung des saarländischen Landesmediengesetzes verabschiedet; der Bürgerfunk war seitdem, bedingt durch das Aufkommen der sogenannten Neuen Medien, nicht mehr Pflichtaufgabe der Landesmedienanstalt.
Die saarländische Evangelische Kirche im Rheinland bezeichneten den Verzicht auf das Bürgermedium als Verlust an Teilhabe bei demokratischen Prozessen. Der saarländische Medienrat sprach sich ebenfalls für ein Weiterbestehen des OK aus; die CDU-Regierung sprach dagegen von einer nicht messbaren Publikumsrelevanz des Offenen Kanals und von Beiträgen mit „bedenklicher journalistischer Qualität“. Am 30. März 2002 wurde der Offene Kanal im Saarland eingestellt.
Am 1. Januar 2004 übernahm das Jugendradio „Unser Ding“ die Frequenz 103,7 von SR 4.